# Hrvatski Breg
Hrvatski Breg je naselje u Gradu Rumi. 

## Povijest
Kao naselje formira se 1805. godine, kad su ovdje došle hrvatske obitelji Galar, Gunjak, Mišak, Jambrec, Štimac, Banović i druge naseljavajući Krivu ulicu. U prvoj polovici 19. stoljeća ženidbom, udajom i stvaranjem rodbinskih veza, lokalni se Mađari asimiliraju u Hrvate. Postupno su izgubili mađarski nacionalni identitet, prihvatili hrvatski jezik i običaje te su postali Hrvati. Naselje je nastalo u doba kad je Srijem naseljavan u više kolonizacijskih valova u 18. i 19. stoljeću. U krajeve nastanjene Hrvatima doselili su se ponajviše njemački i mađarski kolonisti, ali i Slovaci, Rusini, Rumunji i drugi. I Hrvati su iz drugih krajeva doselili ovamo u srijemske gradove i trgovišta. Tijekom cijelog 19. stoljeća bilo je manjih preseljenja Hrvata u Srijem iz Bačke ali i u Bačku iz Srijema, zatim Slavonije, Like i drugih dijelova Hrvatske.
Na Hrvatskom Bregu bilo je mjesto okupljanja zemljoradnika i obrtnika okupljenih oko Pučke čitaonice.
Gradu Rumi je carica Marija Terezija 20. srpnja 1747. godine dala privilegije kojima je Ruma postala slobodno trgovište. Privilegojom su imali prava na održavanje četiri godišnja vašara (Cvjetna nedjelja, Spasovdan, Miholjdan i na sv. Petra i Pavla, sve po julijanskom kalendaru) "s njima pripadajućim stočnim pijacama" koja su na Rumu prenesena s Mitrovice i Jarka, koji su ostali u novoformiranoj Vojnoj granici. Prvo vašarište bilo je na padini između Grobljanske ulice pa sve do Borkovačkog potoka. Uz proizvode domaćih obrtnika, prodavanu stoku, mogao se kupiti špeceraj i južno voće koje su prodavali putujući trgovci Grci. Knjige, najčešće crkvene, prodavali su trgovci „moskovi“.
Hrvatskom Bregu važnost raste početkom 19. stoljeća. Staro je vašarište je postalo pretijesno. Odlučeno je premještanje na Hrvatski breg, tj. prostor između puteva za Inđiju i Pećince. Subotnje su se pijace održavale s obje strane Glavne ulice. U Ivanovoj ulici bila je trgovina žitom, a u Staropivarsko ulici obavljala se prodaja živine. Staro vašarište zadržalo je samo prodaju janjadi i ogrjevnog drva, zbog čega je ta ulica i dobila naziv Drvarska.
Vašar je nešto poslije drugog svjetskog rata premješten na prostor sjeverno od grada, no prodaja robe odvijala se i u samom gradu počevši još od Glavne ulice. Danas se održava održava duž Glavne ulice, u Jelenačkoj ulici, na prostoru MUP-a, iza JP „Komunalac“ u Rumi, do auto-puta (obilaznica oko Rume) te ispred romskog naselja Rupe. Generalni urbanistički plan predviđa proširenje vašara (premeštanje) na mjesto današnjeg romskog naselja Rupe, radi održavanja vašara na jednom velikom ograđenom prostoru i izbjegavanja održavanja po navedenim ulicama i navedenom prostoru.
U razdoblju između dvaju svjetskih ratova na Hrvatskom Bregu je svakog je svibnja organizirana zabava "Majalos", "podizanje majpana".

## Vanjske poveznice
- (srp.) Dnevnik, Novi Sad, Andrija Gajger, građanin sa Brega, 27. siječnja 2013., str. 9  Arhivirana inačica izvorne stranice od 15. srpnja 2015. (Wayback Machine)